# 제니퍼 웩스턴
제니퍼 린 웩스턴(Jennifer Lynn Wexton, 1968년 5월 27일 ~ )는 미국의 정치인이다.

## 학력
- 메릴랜드 대학교 인문사회 학사
- 윌리엄 & 메리 칼리지 법무박사

## 경력
- 2014.01 ~ 2019.01 제158·159·160대 버지니아주 제33선거구 상원의원
- 2019.01 ~ 2025.01 제116·117·118대 미국 버지니아주 제10선거구 연방하원의원

## 역대 선거 결과
| 선거명        | 직책명                         | 대수  | 정당   | 득표율 | 득표수    | 결과 | 당락                     |
| ------------- | ------------------------------ | ----- | ------ | ------ | --------- | ---- | ------------------------ |
| 2011년 선거   | 라우던 카운티 연방 변호사      | -대   | 민주당 | 47.95% | 24,104표  | 2위  | 낙선                     |
| 2014년 재선거 | 상원의원 (버지니아 제33부)     | 158대 | 민주당 | 52.72% | 11,431표  | 1위  | 버지니아 주의원 당선     |
| 2015년 선거   | 상원의원 (버지니아 제33부)     | 159대 | 민주당 | 56.60% | 18,577표  | 1위  | 버지니아 주의원 당선     |
| 2018년 선거   | 하원의원 (버지니아 제10선거구) | 116대 | 민주당 | 56.11% | 206,356표 | 1위  | 버지니아주 하원의원 당선 |
| 2020년 선거   | 하원의원 (버지니아 제10선거구) | 117대 | 민주당 | 56.51% | 268,734표 | 1위  | 버지니아주 하원의원 당선 |
| 2022년 선거   | 하원의원 (버지니아 제10거구)   | 118대 | 민주당 | 53.15% | 157,405표 | 1위  | 버지니아주 하원의원 당선 |

## 참고 자료
- 위키미디어 공용에 제니퍼 웩스턴 관련 미디어 분류가 있습니다.